# استپان دگستیاروف
استپان دگستیاروف (انگلیسی: Stepan Degtyarev; ۱ ژانویهٔ ۱۷۶۶ – ۵ مهٔ ۱۸۱۳) آهنگساز اهل امپراتوری روسیه بود.